# Peter Boye
Peter Boye (* in Nortorf (Wilstermarsch); † 17. März 1542 in Rostock) war ein deutscher Jurist, Theologe und Hochschullehrer.

## Leben
Peter Boye immatrikulierte sich im Oktober 1498 mit dem Herkunftsvermerk „aus Dithmarschen“ zum Studium an der Universität Rostock. Boye promovierte als Kirchenrechtler und wurde Professor in Rostock. Ab 1508 übte er achtmal das Amt des Rektors der Universität aus, deren ständiger Syndicus er als Jurist ebenfalls war. Boye wurde 1516 zum Herzoglichen Rat ernannt und war bischöflicher Generaloffizier in Rostock. Als Domherr des Schweriner Kapitels war er Archidiakon in Waren (Müritz) und Domdechant. Er war, wie die Universität insgesamt, bis 1531 scharf gegen die Reformation eingestellt. Er starb während seiner achten Amtszeit als Rektor der Universität.